# Augustin Mouchot
Augustin-Bernard Mouchot, né le 7 avril 1825 à Semur-en-Auxois (Côte-d'Or), et mort le 4 octobre 1912 à Paris, est un inventeur et enseignant français (professeur de mathématiques et de physique dans le secondaire), connu, dans la deuxième moitié du XIXe siècle, pour ses travaux sur l'énergie solaire dont il a inventé les premiers outils de conversion.

## Biographie
Né le 7 avril 1825,, Augustin Mouchot est le dernier des six enfants d'un serrurier installé à Semur-en-Auxois. Il fréquente l’école communale de Semur, puis le collège et la faculté de Dijon et obtient son diplôme de bachelier ès lettres en 1845. D'abord instituteur, il enseigne dans des écoles primaires du Morvan, puis à Dijon, avant d'être diplômé en mathématiques en 1852 et licencié ès sciences physiques en 1853 à l'université de Dijon. Il devient professeur et enseigne les mathématiques dans des établissements secondaires à Alençon (1853-1862), Rennes (1862-1864), puis au lycée impérial de Tours, (1864-1876).
Il commence à s'intéresser à l'énergie solaire en 1860, en construisant un cuiseur solaire,. L'année suivante, il dépose son premier brevet,,. Il prolonge ainsi, entre autres, les travaux d'Horace-Bénédict de Saussure et surtout ceux de Claude Pouillet et de Macedonio Melloni. Son idée directrice est de trouver une source d'énergie alternative au charbon dont il prévoit l'épuisement des mines, ,.
En 1866, il invente le premier moteur solaire avec un réflecteur parabolique et une chaudière cylindrique en verre alimentant une petite machine à vapeur. Cette machine est présentée à Napoléon III, puis exposée, jusqu'au siège de Paris en 1870, au cours duquel elle disparaît.
En 1869, il rédige un ouvrage de synthèse et de prospective.
En 1872, une subvention du conseil général de Tours lui permet de travailler à plein temps pour construire un four solaire d'une surface de 4 m2 qu'il présente à l'Académie des sciences en octobre 1875,,,,. En 1877, une subvention du conseil général d'Alger lui permet de construire sur le même principe un « grand appareil de 20 m2 » qui reçoit une médaille d'or à l'exposition universelle de 1878 à Paris,,,. Il reçoit ainsi la Légion d'honneur et la possibilité de continuer ses travaux en Algérie,. Ayant créé une entreprise, la Société solaire, pour exploiter ses inventions, il dépose avec son nouvel associé, Abel Pifre, un nouveau brevet en 1878.
En août 1882, lors de la fête de l'Union française de la jeunesse, Abel Pifre, qui lui a racheté ses brevets entre-temps, utilise un récepteur solaire d'Augustin Mouchot pour actionner une machine à vapeur lui permettant d'imprimer un journal sur une presse Marinoni,, le Soleil Journal,,,. La France a alors une production de charbon insuffisante pour les besoins de l'industrie, ce qui justifie la démarche de Mouchot. Le traité de commerce franco-Britannique de 1860, ainsi que l'amélioration du réseau ferré facilite l'approvisionnement en charbon et accélère le développement industriel. Cela conduit le gouvernement français à estimer, après études, que l'énergie solaire n'est finalement pas rentable et à cesser de financer les recherches de Mouchot.
Mouchot retourne dans l'enseignement et publie un livre de mathématique en 1892. Il reçoit le prix Francœur de l'Institut de France en 1891 et en 1892. 
Augustin Mouchot meurt en 1912 à Paris dans la misère,, ; il est inhumé au cimetière de Bagneux. Sa première biographie historique, L’invention de l’énergie solaire, par Frédéric Caille, n’est parue qu’en 2023.

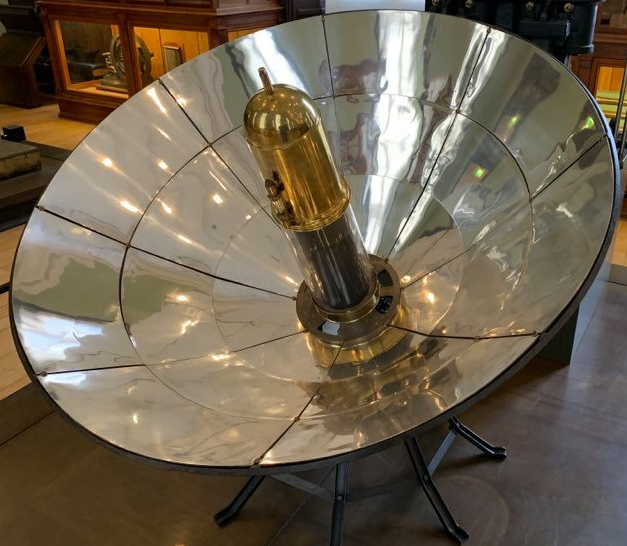
Four solaire d'Augustin Mouchot et Abel Pifre, vers 1880. Modèle au 1/3 (photo après restauration / avant[49]). Conservatoire national des arts et métiers, Paris[50],[51].
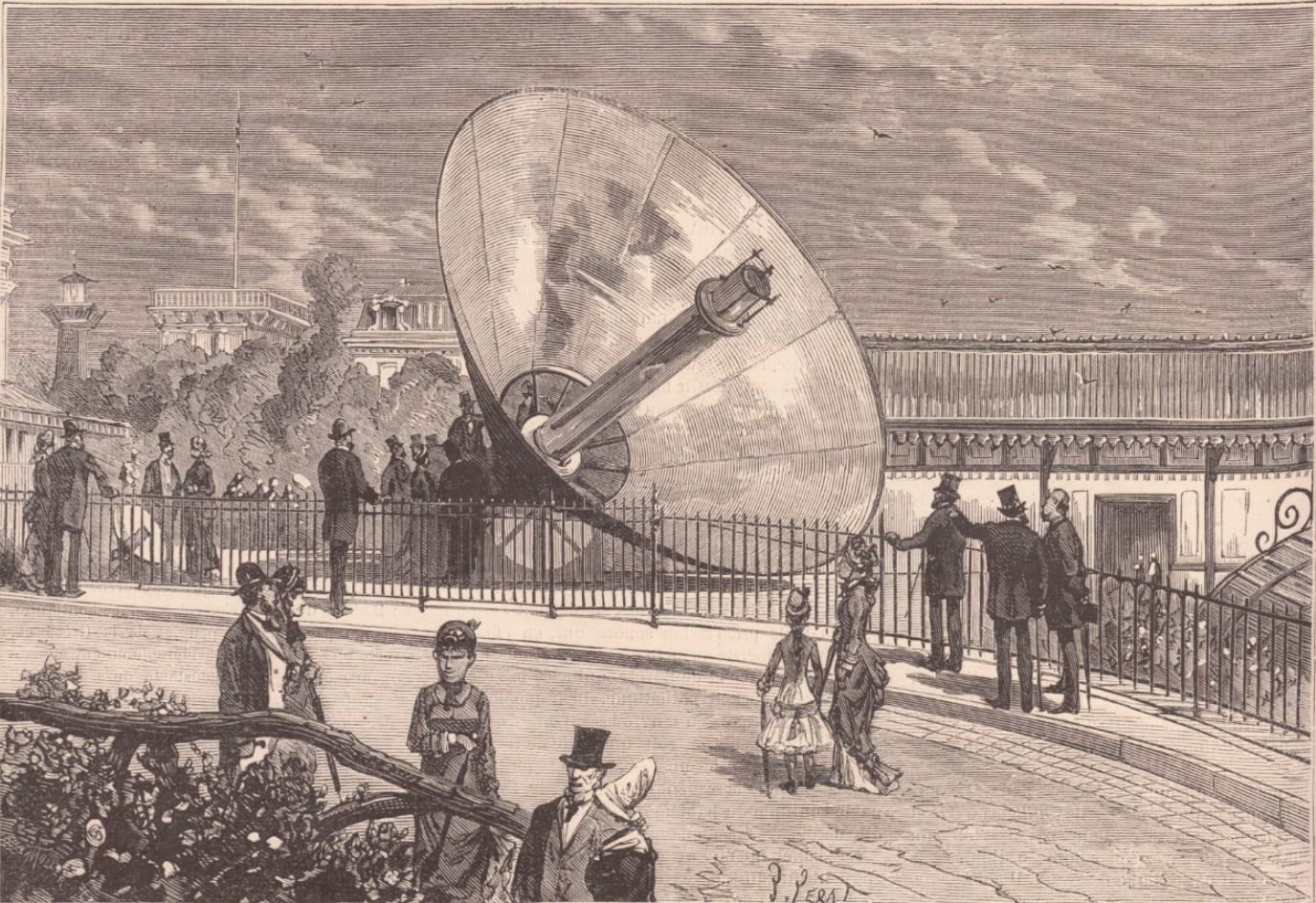
Le concentrateur parabolique d'énergie solaire de Mouchot à l'Exposition universelle de 1878.
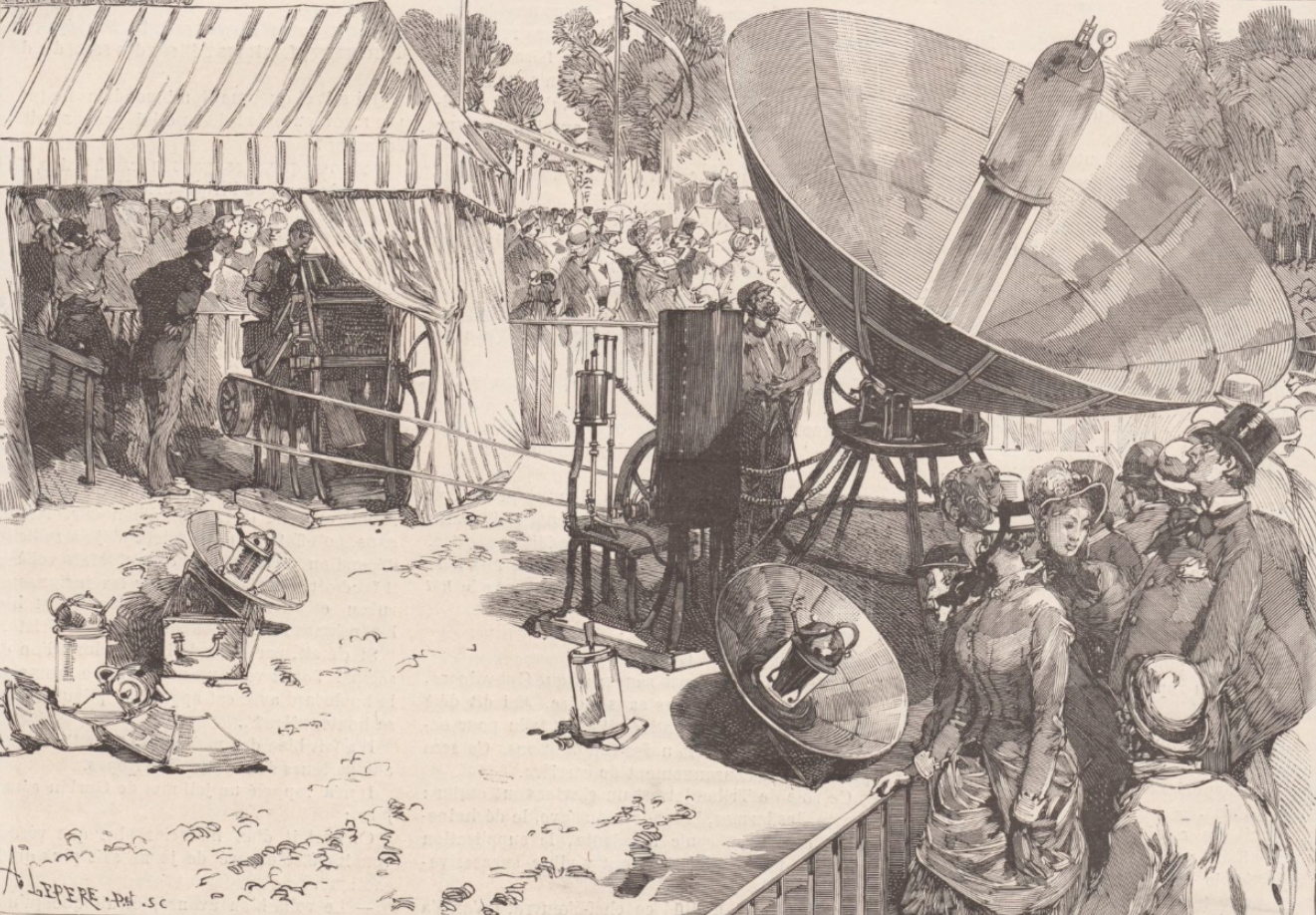
La fête de la jeunesse aux Tuileries - Tirage du Soleil-Journal par le moteur solaire d'Abel Pifre (basé sur Mouchot) en août 1882.
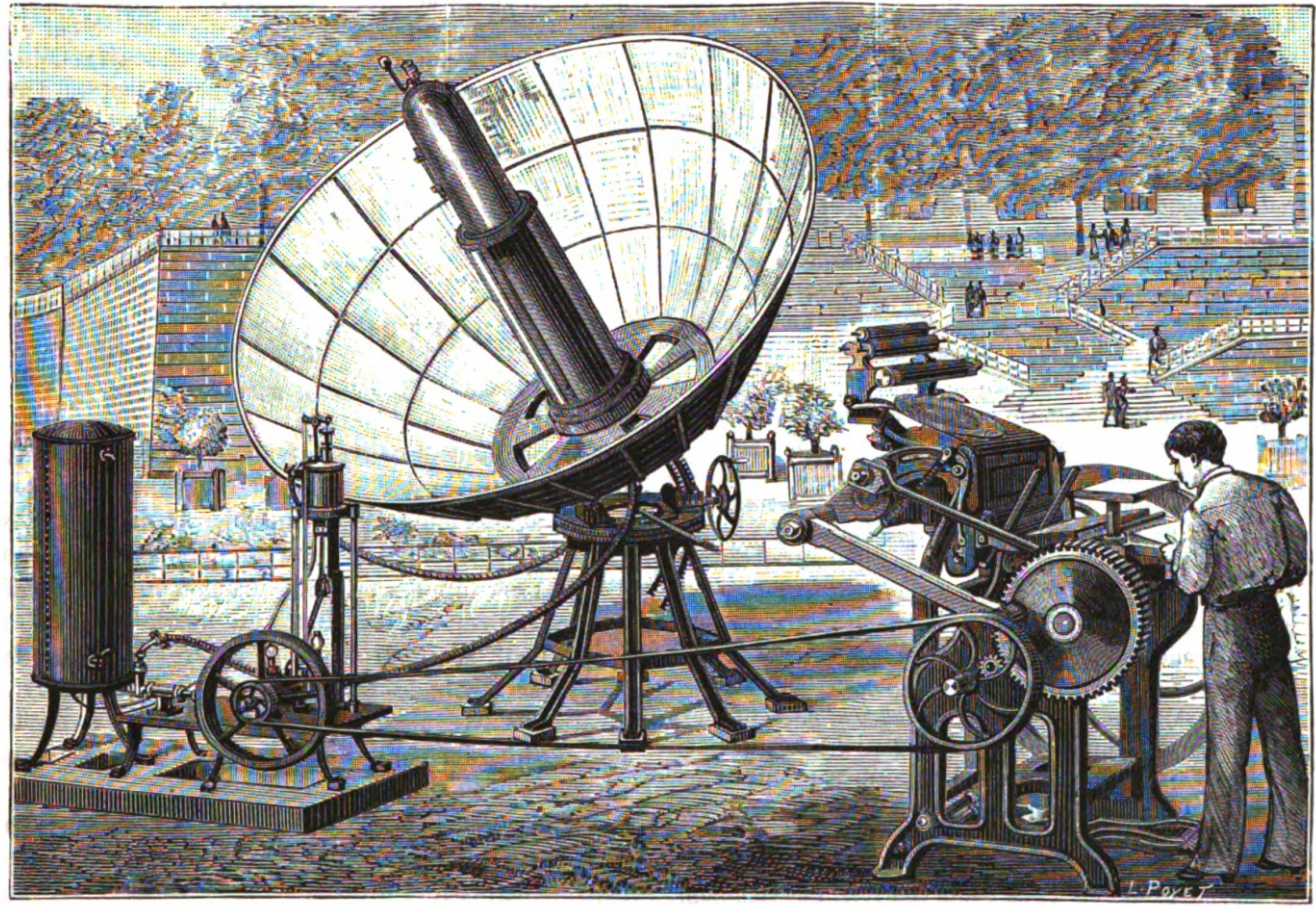
Insolateur d'Abel Pifre (basé sur Mouchot) qui imprime un journal par chaleur solaire, le 6 août 1882 lors de la fête de l'Union française de la jeunesse.

### Distinctions
- Chevalier de la Légion d'honneur (20 octobre 1878)[3],[10].

## Postérité

### Commentaires
Pour Frank T. Kryza dans The Power of Light : 

« […] La solution que Mouchot tenta ensuite combina deux développements solaires qui au cours des siècles précédents avaient évolué indépendamment : le piège à chaleur en verre […] et le miroir brûlant. […] La grande perspicacité de Mouchot a été de lier ces deux approches. Avec le faisceau concentré de lumière solaire, un piège à chaleur en verre pourrait être maintenu à une taille gérable tout en produisant suffisamment de chaleur pour faire bouillir de l'eau en grande quantité. […] Le nouveau dispositif a conduit à plusieurs inventions réussies, dont un four solaire, un alambic solaire et une pompe solaire ainsi que le moteur solaire géant qui a tant fasciné Louis-Napoléon et a généré le soutien financier dont Mouchot avait besoin. […] (p. 155-156)
[…] 1866 […] Mouchot avait inventé la première machine à vapeur fonctionnant à l'énergie du soleil, convertissant l'énergie solaire en travail mécanique utile. […] »

Selon le mathématicien Étienne Ghys en 2018, Augustin Mouchot « a résolu d'intéressantes questions de géométrie. »
Pour le chimiste Daniel Lincot en 2019, il est « un des premiers savants à avoir pris toute la mesure du potentiel immense de l'énergie solaire pour répondre aux besoins de l'humanité. »
D'après l'universitaire Frédéric Caille en 2020, Mouchot est non seulement un « précurseur de premier plan des utilisations thermiques et thermodynamiques du rayonnement solaire », mais il a également envisagé certaines formes de conversion de l’énergie solaire utilisées actuellement.

### Dans la littérature
- « L'ingénieur Jordan » du roman Travail (1901) d'Émile Zola « ressemble beaucoup à Augustin Mouchot » selon L'Obs[55],[56].
- L'Inventeur de Miguel Bonnefoy, Payot et Rivages (2022), roman historique fantaisiste qui raconte de manière provocatrice certains moments de la vie d'Augustin Mouchot.
- L'invention de l'énergie solaire. La véritable histoire d'Augustin Mouchot de Frédéric Caille Librinova (2023) est la première biographie détaillée d'Augustin Mouchot.

### Dictionnaire
Marianne Mouchot, arrière-arrière-petite fille du frère d'Augustin Mouchot, et linguiste travaillant pour Larousse, essaye depuis des années de faire entrer son aïeul dans le dictionnaire, en vain, « faute de documentation ». Elle espère que le livre de Miguel Bonnefoy aidera en cela

### Autres
- Dessin de l'appareil de l'exposition universelle avec quelques explications succinctes dans le premier tome du manga japonais La Lanterne de Nyx (ニュクスの角灯, Nyukusu no rantan)

## Publications
- Mémoire : Emploi de la chaleur solaire pour remplacer le combustible dans certaines contrées, Comptes rendus hebdomadaires des séances de l'Académie des sciences, 1868 (lire en ligne)
- La Chaleur solaire et ses applications industrielles, Paris, Gauthier-Villars, 1869 [lire en ligne][58],[59],[60],[61] ; Seconde édition « Revue et considérablement augmentée » : 1879 ; rééditée en 1980 par A. Blanchard, Paris, préface de M. Perrot  (ISBN 9782853670180)[62]
- La Réforme cartésienne étendue aux diverses branches des mathématiques pures, Paris, Gauthier-Villars, 1876, 180 p. (lire en ligne)
- Les Nouvelles Bases de la géométrie supérieure : géométrie de position, Paris, Gauthier-Villars, 1892, 180 p. (lire en ligne)

#### Ouvrages
- Louis Étienne Baudier de Royaumont, La Conquête du soleil : applications scientifiques et industrielles de la chaleur solaire, Marpon et Flamarion, 1882 (lire en ligne), II, chap. 7 à 11 Voir : « Revue illustrée / F.-G. Dumas, directeur », sur Gallica, 20 décembre 1907 (consulté le 6 mai 2022).
- Jacques Borowczyk, La Passion des sciences en Touraine au XIXe siècle, t. XXIII, Mémoires de l’Académie des sciences, arts et belles-lettres de Touraine, 2010 (lire en ligne [PDF]), « Le semurois Augustin Mouchot (1825-1912), professeur de Mathématiques et pionnier de L'énergie solaire », p. 143-150
- (en) Frank T. Kryza, The power of light : the epic story of man's quest to harness the sun, McGraw-Hill, 2003, 298 p. (ISBN 978-0-07-142595-7, présentation en ligne), chap. 6 (« Augustin Mouchot and the First « Sun Engine » »)
- De l'inventeur à l'entrepreneur, histoire de brevets, brochure du Musée des arts et métiers, Paris, 2008
- Abel Pifre (édition établie par Éric Dussert), L'Utilisation de la chaleur solaire, Paris, Livroscope-Paléo-Energétique, 2015 (ISBN 978-2-9136-6172-1, lire en ligne [PDF])(Reproduction d'articles anciens)
- Bernard Quinnez, Augustin-Bernard Mouchot (1825-1912) : un missionnaire de l'énergie solaire, t. 142, Mémoires de l'Académie des sciences, arts et belles-lettres de Dijon, 2007-2008, p. 297-321
- Miguel Bonnefoy, L'Inventeur, Payot et Rivages, 2022, 208 p.  (ISBN 9782743657031)
- Frédéric Caille L'invention de l'énergie solaire. La véritable histoire d'Augustin Mouchot, Paris, Librinova, 2023, 340 p. https://triangle.ens-lyon.fr/spip.php?article11653

#### Articles
- Frédéric Caille, « Augustin Mouchot », Carnets de recherche sur Hypothèses,‎ 2020-2021 (lire en ligne)
- Chloé Cottour, « Utiliser les rayons du soleil : des appareils d’Augustin Mouchot aux premiers panneaux solaires », Blog Gallica Bnf,‎ 2020 (lire en ligne)
- François Jarrige, « "Mettre le soleil en bouteille" : les appareils de Mouchot et l'imaginaire solaire au début de la Troisième République », Romantisme, vol. 150, no 4,‎ 2010, p. 85 (ISSN 0048-8593 et 1957-7958, DOI 10.3917/rom.150.0085, lire en ligne, consulté le 6 mai 2022)
- Georges-François Pottier, « Augustin Mouchot, pionnier de l’énergie solaire à Tours en 1864 », Archives départementales d'Indre-et-Loire,‎ 2014 (lire en ligne [PDF])